# Traité de la Méthode
Ne doit pas être confondu avec Discours de la méthode.
Le Traité de la Méthode, ou plus simplement la Méthode est un traité de l'ingénieur et scientifique grec antique Archimède.

## But du traité
La lecture de ce traité dont le titre original est La Méthode relative aux théorèmes mécaniques, nous aide à comprendre comment Archimède a partagé ses méthodes de travail avec la communauté scientifique de son époque. En faisant parvenir son ouvrage à Ératosthène, il veille à ce qu'il se trouve entre de bonnes mains, afin qu'il puisse servir à la découverte de nouveaux résultats intéressants 
. 

## Destination du traité

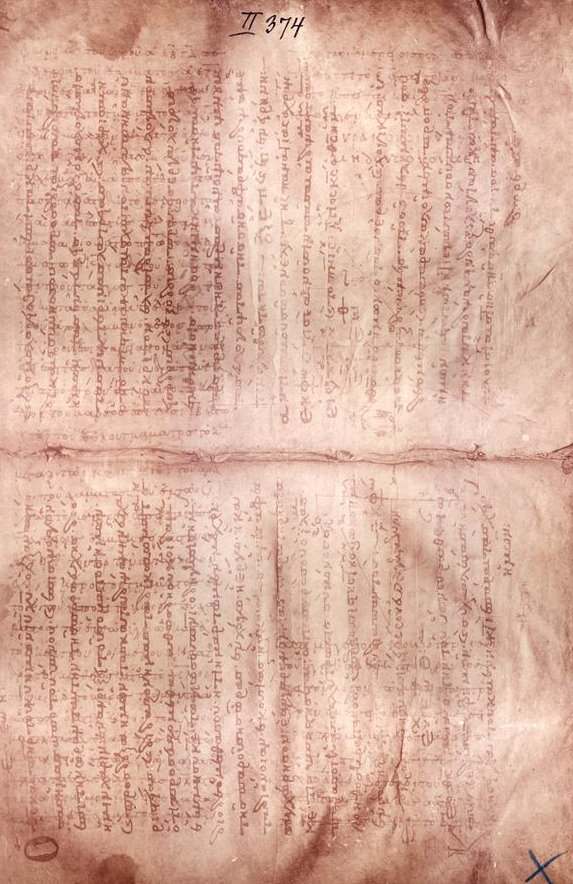
Une page du palimpseste d'Archimède

Bien que cette œuvre soit citée par Héron d'Alexandrie dans Les Métriques, de nombreuses sources au fil de l'histoire présentent Archimède comme un travailleur solitaire, rétif à divulguer ses méthodes de recherche. Or, par chance, en 1906, l'helléniste danois Johan Ludvig Heiberg retrouve le célèbre palimpseste d'Archimède. La Méthode et d'autres œuvres d'Archimède sont ainsi redécouvertes. Ces documents de première main prouvent qu'Archimède, disposé à partager ses résultats et les moyens employés pour les obtenir, encourage même Ératosthène à utiliser sa méthode mécanique, par exemple lorsqu'il lui dit qu'il lui « sera possible de disposer de moyens permettant de faire des recherches sur plusieurs sujets mathématiques au moyen de la mécanique »

## Contenu du traité
Dans cet ouvrage, Archimède présente en détail sa méthode mécanique, et comme il l'a fait dans les traités faisant état de ses précédentes recherches, il en donne des exemples d'application. Ce traité, outre la méthode mécanique que l'on doit à Archimède, présente la méthode géométrique d'exhaustion que le savant grec attribue à Eudoxe. Mais la méthode mécanique n'étant utilisée que pour une première approche de la solution, il considère toute démonstration faite à l'aide de méthodes géométriques comme étant plus juste et rigoureuse : « Certaines choses qui m'ont été révélées par le biais de la mécanique, je les ai démontrées ensuite au moyen de la géométrie, [...] car il est plus facile d'avancer dans la démonstration après avoir atteint une certaine connaissance des questions grâce à cette méthode, plutôt que d'en faire la recherche sans rien en connaître au préalable ». 
Après la lettre adressée à Érathostène, le traité s'ouvre sur un ensemble de onze lemmes portant sur les centres de gravité. Archimède donne pour acquis certains résultats figurant dans un autre de ses livres, De l'équilibre des figures planes. Le traité ne nous est pas parvenu en totalité, il ne nous en reste que seize propositions et certains amendements majeurs. Dans les onze premières propositions, le savant présente la méthode mécanique proprement dite, et dans les suivantes, il effectue la démonstration de ce qui précède en employant la méthode exhaustive.